# Rodolfo Sotelo
Rodolfo Sotelo Esparza (Ciudad de México; 17 de abril de 1952) es un exjugador de fútbol mexicano que jugaba como centrocampista.

## Trayectoria
Estuvo entre 1969 y 1985 bajo contrato en el CD Zacatepec, con quien completó un total de 217 juegos en la Primera División Mexicana, anotando cinco goles. Jugó con los "Cañeros" dos temporadas (1977-78 y 1983-84) en la Segunda División.

## Selección nacional
Jugó con la selección de México sus únicos dos partidos internacionales, siendo en el Campeonato de Naciones de la Concacaf de Trinidad y Tobago 1971, logrando ganar el título.

### Participaciones en Campeonatos Concacaf
| Copa                                          | Sede              | Resultado | Part. | Goles |
| --------------------------------------------- | ----------------- | --------- | ----- | ----- |
| Campeonato de Naciones de la Concacaf de 1971 | Trinidad y Tobago | Campeón   | 2     | 0     |

## Palmarés

### Títulos nacionales
| Título           | Equipo    | País   | Año     |
| ---------------- | --------- | ------ | ------- |
| Segunda División | Zacatepec | México | 1977-78 |
| Segunda División | Zacatepec | México | 1983-84 |

### Títulos internacionales
| Título                                | Equipo | Sede          | Año  |
| ------------------------------------- | ------ | ------------- | ---- |
| Campeonato de Naciones de la Concacaf | México | Puerto España | 1971 |